# Bollo
Bollo – polski herb szlachecki z nobilitacji.

## Opis herbu
Opis z wykorzystaniem zasad blazonowania, zaproponowanych przez Alfreda Znamierowskiego:
W polu błękitnym inicjały JHS złote; na środkowym takiż krzyż łaciński.
Klejnot: pół orła srebrnego.
Labry: błękitne, podbite srebrem.

## Najwcześniejsze wzmianki
Nadany w 1768 Andrzejowi Bollo, polskiemu Chargé d’affaires w Republice Genui.

## Herbowni
Ponieważ herb Bollo był herbem własnym, z nobilitacji osobistej, prawo do posługiwania się nim przysługuje tylko jednemu rodowi herbownemu:
Bollo.